# Garde civique
Pour les articles homonymes, voir Milice bourgeoise.
Pour l’article ayant un titre homophone, voir Gard Sivik.
La Garde civique est la milice créée en octobre 1830 dans la jeune Belgique indépendante. Elle est fondée par l'unification des gardes bourgeoises constituées lors de la révolution belge, le 26 août 1830 à la suite des émeutes survenues la veille (25 août 1830) à Bruxelles après la représentation de l'opéra romantique d'Auber, La Muette de Portici, au théâtre de la Monnaie.

## Organisation

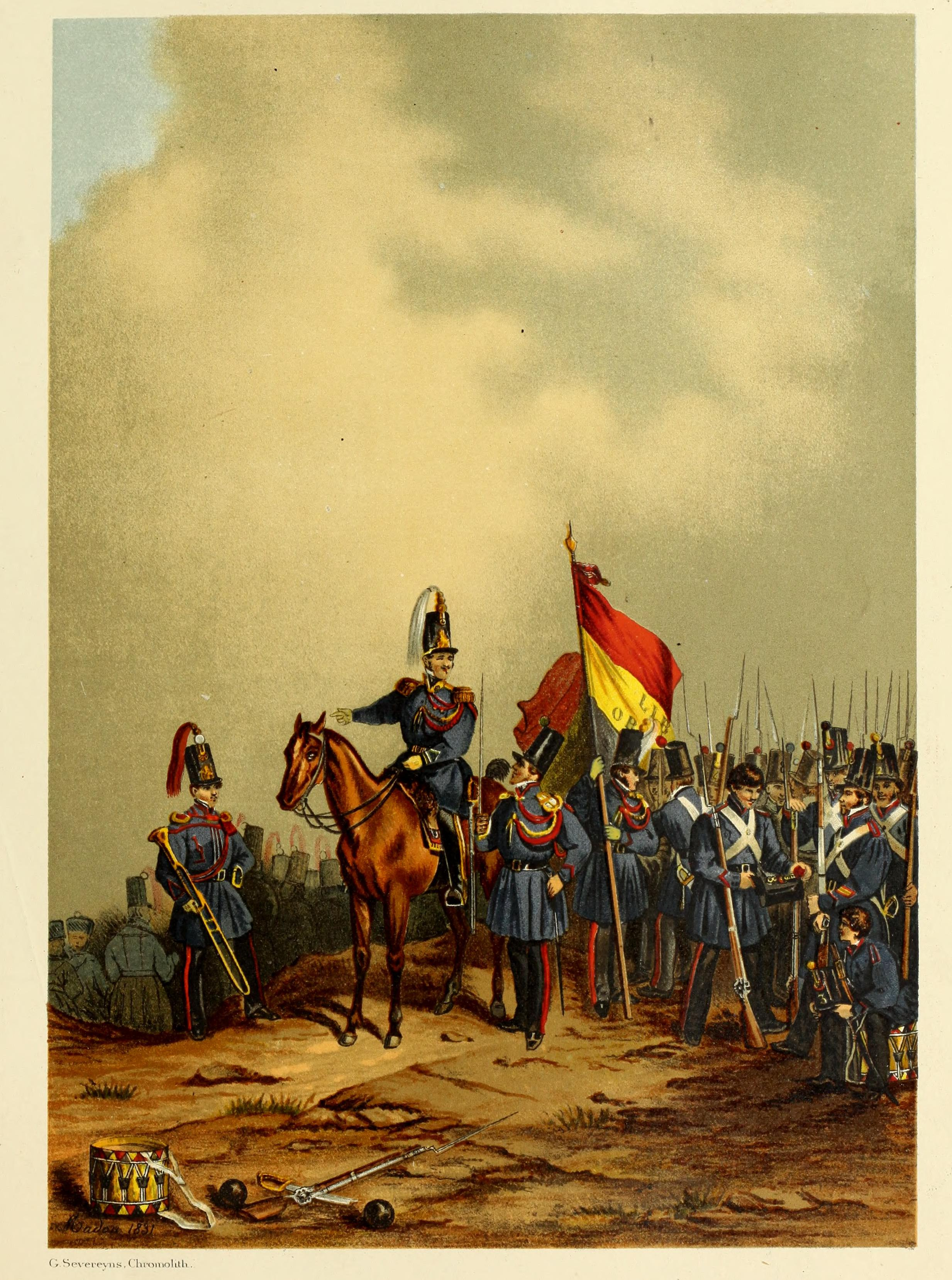
La garde civique en 1831, d'après une aquarelle de Madou (dans Bruxelles à travers les âges par Louis, Henri & Paul Hymans).

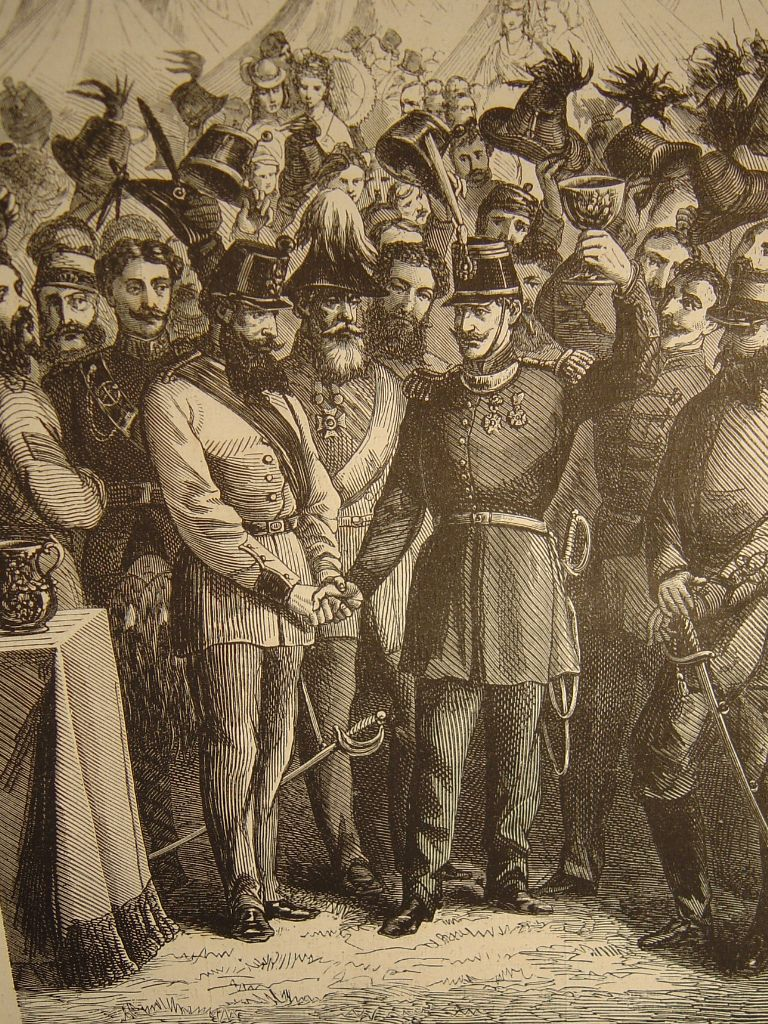
Les Belges à Wimbledon, L'Illustration européenne, 1881 no.38 page 301

La Garde civique est organisée au niveau communal, à l'origine dans toutes les communes de plus de 30 000 habitants. Elle est composée de citoyens entre 21 et 50 ans, prioritairement les jeunes célibataires et les veufs sans enfants, ne faisant pas partie de l’armée. Des dérogations et dispenses de service peuvent être obtenues pour cause de maladies, difformités, mutilations et autres nécessités d'entretenir sa famille…
Elle a pour mission : Maintenir l'obéissance aux lois, conserver ou rétablir l'ordre et la paix publique, assurer l'Indépendance de la Belgique et l'intégrité de son territoire.
La Garde civique est constituée en Compagnies, commandées par un capitaine et subdivisées en trois bans. Le premier ban joue un rôle au niveau national ; il est essentiellement destiné à faire respecter l'inviolabilité du territoire. Le second ban seconde l'armée nationale « sans toutefois sortir de la province ». Le troisième ban est sédentaire. Le service ordinaire consiste à monter la garde, effectuer des patrouilles pour la sûreté des personnes, la conservation des propriétés et le maintien de l'ordre public.

## Première Guerre mondiale
Lors de la Première Guerre mondiale, la Garde civique est appelée dans tout le pays. Elle est chargée de seconder la gendarmerie et la police dans le maintien de l'ordre. À Louvain, les gardes civiques opposent une résistance de plusieurs heures aux troupes allemandes. Cette résistance inattendue de la part d'une troupe para-militaire met en fureur le haut commandement allemand qui menace de faire fusiller les gardes civiques qu'il considère comme des francs tireurs non soumis à la Convention de Genève sur les lois de la guerre. Cette accusation avait déjà été portée contre divers éléments de la population civile et entraîné des représailles de l'armée allemande. À cette menace s'ajoutent des exactions et destructions qui touchent les populations et les biens civils, tel l'incendie de la bibliothèque universitaire de Louvain et, entre autres, les massacres d'Arlon, Ethe-Latour, Tamines, Aarschot, Beerse, Roeselare (Roulers), Spontin, Anloy, Neufchâteau, Dinant, Handzame, …. Le 13 octobre 1914, la Garde civique est licenciée par une décision gouvernementale. La Garde civique de Bruxelles et de son agglomération est repliée à Sijsele, près de Bruges. Elle a quitté Bruxelles, "ville ouverte", le 19 août sur l'ordre du G.Q.G. Comme le rappelle un monument érigé à Oordegem, elle a participé à des combats en Flandre, aux côtés de l'armée belge en campagne. De Bruges, les gardes civiques bruxellois désarmés gagnent Blankenberghe. Le 16 octobre, ils arrivent à Dunkerque. Plusieurs centaines s'embarquent sur un steamer pour Le Havre.
Le gouvernement belge a trouvé refuge dans cette ville normande où certains s'engageront comme volontaires de guerre. D'autres parviendront à se rendre aux Pays-Bas puis en Angleterre. D'autres gardes civiques bruxellois rentreront chez eux après avoir quémandé des vêtements civils. À Bruxelles, jusqu'à la fin de la guerre, ces ex-gardes civiques seront soumis à une surveillance sévère de la part de l'occupant.

## Démantèlement de la garde civique
Après la guerre, la Garde civique n'est pas reconstituée. Placée en non activité en 1920 car une modification de la constitution était nécessaire pour sa suppression définitive, elle n'est supprimée officiellement qu'en 1982 (Chambre) et 1984 (Sénat).

## Médaille de reconnaissance
La Médaille de reconnaissance à la Garde civique a été créée le 19 novembre 1830 par le Gouvernement provisoire pour récompenser les services rendus par les membres de la Garde civique. La médaille d'or, gravée par Joseph-Pierre Braemt, montre à l'avers un lion debout qui tient une lance surmontée d'un bonnet phrygien et au revers une couronne composée de laurier à gauche et de chêne à droite et les mots Récompense Civique. Cinq médailles seulement ont été remises, dont une au Général Baron Emmanuel Van der Linden d'Hooghvorst qui fut le premier commandant en chef de la garde bourgeoise, premier nom de la garde civique.